# Sebastián Pozas

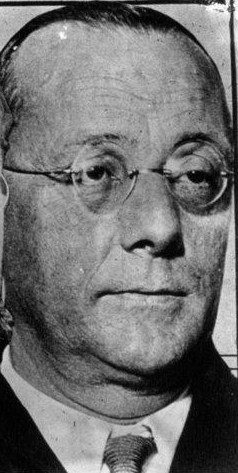
Sebastián Pozas

Sebastián Pozas Perea (* 1876 in Saragossa; † 1946 in Mexiko-Stadt) war ein spanischer General, der im Dienst der Zweiten Spanischen Republik während des Spanischen Bürgerkrieges kämpfte. Er diente vor dem Spanischen Bürgerkrieg als Generaldirektor in der Guardia Civil.
Als das spanische Militär mit Einheiten der Guardia Civil putschte, reorganisierte Pozas die Guardia Civil zur Guardia Nacional Republicana. Er diente nach dem Militärputsch kurz als Innenminister, als ihm im Oktober 1936 das Oberkommando über die Armee Mitte entlang des Flusses Jarama übertragen wurde. In dieser Funktion organisierte er die Verteidigung rund um Madrid. Während der Schlachten am Jarama und von Guadalajara koordinierte er die Verteidigung von Madrid. Im Mai 1937 übernahm Pozas das Oberkommando über die Armee Ost. In dieser Funktion befahl er einen sehr verlustreiche Angriff auf Huesca. Er hatte auch das Oberkommando über die Armee Ost bei der Schlacht von Belchite und Teruel. Im Jahr 1939, nach der Niederlage der Spanischen Republik, emigrierte Pozas nach Mexiko, wo er 1946 starb.
| Personendaten    | Personendaten                                                |
| ---------------- | ------------------------------------------------------------ |
| NAME             | Pozas, Sebastián                                             |
| ALTERNATIVNAMEN  | Pozas Perea, Sebastián                                       |
| KURZBESCHREIBUNG | spanischer General im Dienst der Zweiten Spanischen Republik |
| GEBURTSDATUM     | 1876                                                         |
| GEBURTSORT       | Saragossa                                                    |
| STERBEDATUM      | 1946                                                         |
| STERBEORT        | Mexiko-Stadt                                                 |